# هيرفي-إدغار برونيل
هيرفي-إدغار برونيل هو سياسي كندي، ولد في 13 يونيو 1891 في باتيسكون في كندا، وتوفي في 15 مايو 1950. نشط حزبياً في الحزب الليبرالي الكندي. وقد انتخب عضو مجلس العموم الكندي.